# Ed Sullivan
Edward Vincent Sullivan (n. 28 septembrie 1901, New York City, New York, SUA – d. 13 octombrie 1974, New York City, New York, SUA) a fost un prezentator și jurnalist sportiv muzician american, care a fost gazdă a The Ed Sullivan Show timp de 23 de ani între 1948 și 1971, fiind cel mai lung show de varietăți din Statele Unite.